# William Walker (cyclisme)
Pour les articles homonymes, voir William Walker (homonymie) et Walker.
William Walker (né le 31 octobre 1985 à Subiaco (en) en Australie-Occidentale) est un coureur cycliste australien. Professionnel entre 2005 et février 2014, il met un terme à sa carrière le 18 février 2014. Il est actuellement directeur sportif de l'équipe African Wildlife Safaris.

## Biographie
Retiré pour une durée indéterminée après qu'un problème cardiaque lui est diagnostiqué durant le Tour Down Under 2009, il met fin à sa carrière de coureur cycliste.
Prévu en 2012 comme directeur sportif chez la nouvelle équipe australienne GreenEDGE, il reprend finalement la compétition avec l'équipe Drapac. En janvier 2014, il annonce sa retraite définitive.

## Palmarès
- 2003
  - 4e étape des Geelong Bay Classic Series
  - Giro di Basilicata :
    - Classement général
    - 1re étape
- 2004
  - Prologue du Tour de Canberra
  - Tour des Grampians Sud :
    - Classement général
    - 1rea et 2e étapes

  - Tour of Sunraysia :
    - Classement général
    - 3e étape

  - Melbourne to Warrnambool Classic
  - 13e étape du Herald Sun Tour
  - 2e du championnat d'Australie sur route espoirs
  - 3e du championnat d'Australie du contre-la-montre espoirs
- 2005
  - 2e étape du Circuito Montañés
  -  Médaillé d'argent au championnat du monde sur route espoirs
  - 2e de l'UCI Oceania Tour
  - 2e du championnat d'Australie sur route espoirs
- 2006
  -  Champion d'Australie sur route espoirs
  - 2e du Tour de Thuringe
- 2009
  - 3e étape du Jayco Bay Classic
- 2012
  - Tour of Gippsland :
    - Classement général
    - 8e étape

  - 6e étape du Tour de Tasmanie
- 2013
  - 1re étape du Tour de Toowoomba
  - 2e du Tour de Thaïlande
  - 3e de la New Zealand Cycle Classic

## Résultats sur les grands tours

### Tour d'Italie
- 2007 : 57e

### Tour d'Espagne
- 2006 : 112e

## Classements mondiaux
| Année            | 2005 | 2006 | 2007 | 2008 | 2009 | 2010 | 2011 | 2012 | 2013 | 2014 |
| ---------------- | ---- | ---- | ---- | ---- | ---- | ---- | ---- | ---- | ---- | ---- |
| UCI Asia Tour    |      |      |      |      |      |      |      |      | 76e  | 91e  |
| UCI Europe Tour  | 262e |      |      |      |      |      |      |      |      |      |
| UCI Oceania Tour | 2e   |      |      |      |      |      |      |      | 7e   |      |